# Erigenia
Genre
Espèce
Classification phylogénétique
Synonymes
- Ligusticum bulbosum (Michx.) Pers. in Syn. Pl. 1: 315 (1805)
- Sison bulbosum Michx. in Fl. Bor.-Amer. 1: 169 (1803)
- Sium bulbosum (Michx.) Poir. in J.B.A.M.de Lamarck, Encycl., Suppl. 1: 622 (1811), nom. illeg.
- Hydrocotyle bulbosa (Michx.) Eaton & Wright in Man. Bot., ed. 8: 277 (1840)
- Hydrocotyle ambigua Pursh in Fl. Amer. Sept. 2: 732 (1813)
- Hydrocotyle bipinnata Raf. ex Muhl. in Cat. Pl. Amer. Sept., ed. 2: 29 (1818)
- Hydrocotyle composita Pursh in Fl. Amer. Sept. 1: 190 (1813)
- Hydrocotyle dissecta Raf. in Med. Repos. 5: 353 (1808)

Erigenia est un genre de plantes à fleurs de la famille des Apiaceae.
Le genre ne contient qu'une seule espèce (genre monotypique), Erigenia bulbosa, appelée en anglais Harbinger of Spring, qui est originaire d'Amérique du Nord (Canada, États-Unis).

## Publication originale
- Nuttall T. (1818) The Genera of North American Plants 1: 187–189.